# وایولا ونچرز
وایولا ونچرز (عبری: ויולה ונצ'רס‎) شرکت سرمایه‌گذاری اسرائیلی است، که در سال ۲۰۰۰ تأسیس شد.